# Échassières
Échassières (okzitanisch Eschaseiras) ist ein zentralfranzösischer Ort und eine Gemeinde (commune) mit 369 Einwohnern (Stand: 1. Januar 2022) im Département Allier im Norden der Region Auvergne-Rhône-Alpes (vor 2016 Auvergne). Sie gehört zum Arrondissement Vichy und zum Kanton Gannat.
In Échassières wird seit dem 19. Jahrhundert Porzellanerde (Kaolin) abgebaut. Von 1913 bis 1962 wurden auch Wolfram, Tantal und Zinn in unterirdischen Stollen abgebaut. Der Steinbruch Kaolins de Beauvoir gehört seit 2005 dem Bergbaukonzern Imerys.

Unter dem Steinbruch gibt es Gesteinsmassen, die rund 1 % Lithium und andere seltene Rohstoffe enthalten. 
Imerys, ein weltweit führender Anbieter von Spezialmineralien für die Industrie, kündigte im Oktober 2023 an, eine technische, ökologische und wirtschaftliche Studie zum Abbau dieser Rohstoffe durchzuführen. 
Die Lithiummine könnte die zweitgrößte Europas werden. Das Lithium soll unterirdisch abgebaut werden. Es wird angrestrebt, ab 2028 jährlich 34.000 Tonnen Lithium zu fördern, womit jährlich Batterien für 700.000 Elektrofahrzeuge gebaut werden können. 
Der Abbau benötigt große Mengen Wasser. 
Die öffentliche Anhörung endete am 31. März 2025.
Die EU-Kommission hat das Lithiumbergwerkprojekt namens EMILI am 25. März 2025 auf die Liste der strategischen Projekte im Rahmen des Critical Raw Material Act gesetzt.

## Lage
Échassières liegt in der Landschaft des Bourbonnais etwa 43 Kilometer westnordwestlich von Vichy an der Grenze zum Département Puy-de-Dôme. Umgeben wird Échassières von den Nachbargemeinden Lapeyrouse im Nordwesten und Norden, Louroux-de-Bouble im Norden und Nordosten, Coutansouze im Nordosten und Osten, Lalizolle im Osten und Südosten, Nades im Südosten, Servant im Süden, Moureuille im Südwesten sowie Durmignat im Westen.

## Bevölkerungsentwicklung
| Jahr                       | 1962 | 1968 | 1975 | 1982 | 1990 | 1999 | 2006 | 2011 | 2019 |
| Einwohner                  | 809  | 602  | 489  | 408  | 349  | 380  | 376  | 402  | 376  |
| Quellen: Cassini und INSEE |      |      |      |      |      |      |      |      |      |

## Sehenswürdigkeiten
- Kirche Saint-Marcel

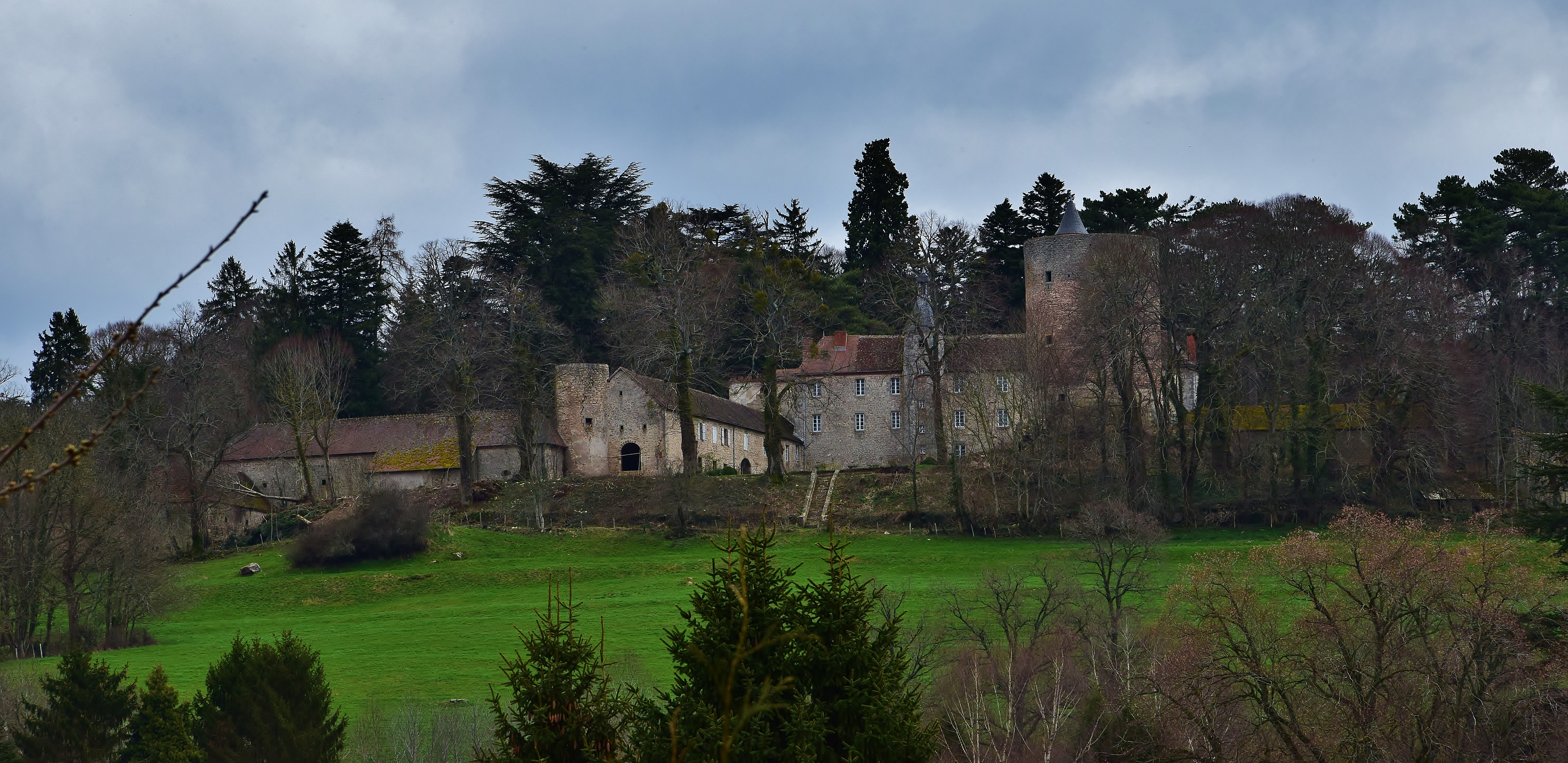
Schloss Beauvoir

- Schloss Beauvoir aus dem 15. Jahrhundert, seit 1929 Monument historique
- Viadukt über die Bouble aus dem Jahr 1868, seit 2009 Monument historique

Siehe auch: Liste der Monuments historiques in Échassières

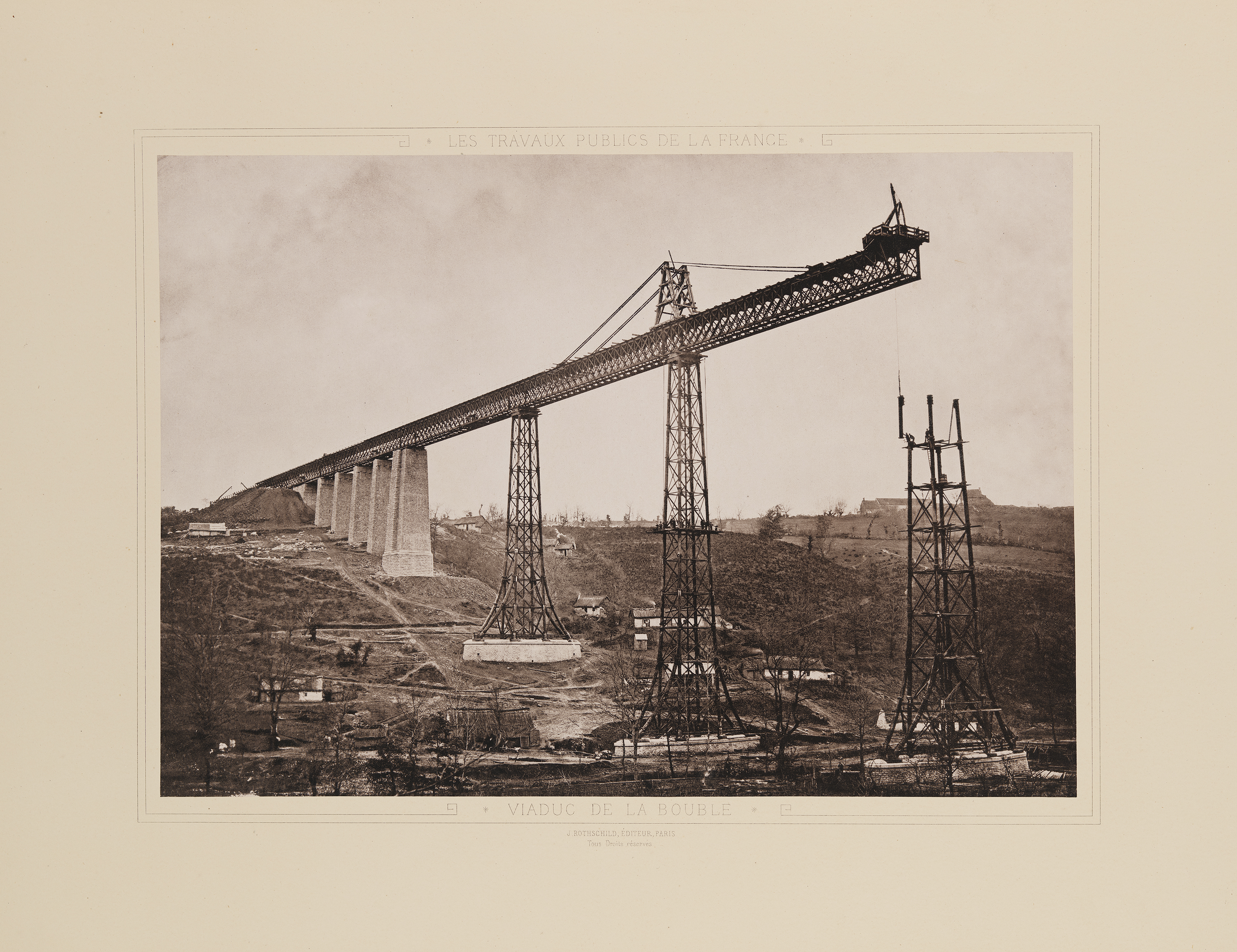
Bau des Eisenbahnviadukts über die Bouble